# Arthur (chó)
Arthur là một con chó hoang ở Ecuador, cón chó đã gắn bó với một đội thể thao mạo hiểm của Thụy Điển khi họ thi đấu Giải vô địch thế giới Adventure Racing năm 2014, hiện đang sống ở Thụy Điển và đã truyền cảm hứng để giúp đỡ những chú chó hoang ở Ecuador. Vào tháng 11 năm 2014, Mikael Lindnord đã ở Ecuador với tư cách là người lãnh đạo của Đội đua chuyên nghiệp gồm bốn người, thi đấu trong Giải vô địch đua xe thế giới trong rừng nhiệt đới Amazon, khi anh đưa ra một viên thịt viên đóng hộp cho một con chó hoang. Con chó sau đó theo đội đua hoàn tất phần còn lại của cuộc đua. Thỉnh thoảng nó phải bị lôi ra khỏi bùn sâu, và trong một lần chèo thuyền trên biển, con chó nhảy xuống nước và bơi cùng cho đến khi Lindnord kéo lên tàu. Tuy vậy, cũng có lúc nó trì hoãn đội bằng cách nhảy lùi về phía sau. Lindnord đặt tên cho con chó hoang kỳ lạ này là Arthur theo tên Vua Arthur của Anh.
Sau khi nhóm quyên tiền thông qua một chiến dịch trên Twitter, đã nhận được hỗ trợ từ Bộ trưởng Bộ Xã hội Ecuador, Arthur yêu cầu chăm sóc thú y cho những vết thương của con chó. Vào tháng 3 năm 2015, sau khi phẫu thuật nha khoa, một "ca phẫu thuật nhỏ" và một cuộc họp báo, nó đã đến sống với Lindnord và gia đình ở Örnsköldsvik Theo Lindnord, Arthur bảy tuổi khi được đưa đến Thụy Điển. Vào tháng 5 năm 2015, Arthur đã đi cùng nhóm tham gia cuộc đua Wings For Life World Run ở Kalmar.
Nhóm nghiên cứu đã bắt đầu một tổ chức từ thiện có tên Arthur's Foundation để giúp đỡ những chú chó hoang ở Ecuador. Có kế hoạch cho một dự án "Chó cộng đồng" để cung cấp thực phẩm và chăm sóc thú y, và Lindnord đã đồng viết một cuốn sách về Arthur, được xuất bản năm 2016. Vào cuối tháng 11 năm 2014, Vicente Quiñónez của Quinindé đã nói với một tờ báo của Ecuador rằng Arthur là con chó của anh ta, Barbuncho, và đến cuối tháng 12, những người khác cũng đã tuyên bố là chủ của con chó, nhưng sau khi một đơn thỉnh cầu được bắt đầu bởi Người dân Ecuador yêu cầu chủ cũ của con chó đáng bị trừng phạt vì gây ra các vết thương cho nó, tất cả các yêu sách đã bị hủy bỏ.